# Girolamo Frescobaldi
Girolamo Frescobaldi (Ferrara, Italië, waarschijnlijk september 1583 - Rome, 1 maart 1643) was een Italiaanse componist en organist in de Renaissance en vroege barok.
Hij studeerde bij Luzzaschi en vestigde zich in 1604 in Rome. Hij werd in 1608 benoemd als organist van de Sint-Pieter in Rome, nadat hij in 1607-1608 de Zuidelijke Nederlanden en in het bijzonder Brussel en Antwerpen had bezocht. Van 1628 tot 1633 was hij organist aan het hof van Ferdinand II van Toscane, waarna hij naar zijn oude post in Rome terugkeerde.
Zijn bekendste werk is Fiori Musicali (1635), een verzameling van korte grotendeels liturgisch-geaarde orgelcomposities voor bij het opdragen van de Mis. Johann Sebastian Bach bezat een zelf-overgeschreven exemplaar van deze verzameling. Verder componeerde Frescobaldi ricercari, canzoni, toccata's, voor orgel en klavecimbel, vierstemmige instrumentale fantasieën, madrigalen, motetten en twee missen voor twee vierstemmige koren met basso continuo.
De invloed van Frescobaldi op de ontwikkeling van de klaviermuziek is zeer groot geweest. Dit gebeurde door middel van de uitgaven ervan die onder zijn eigen toezicht tot stand kwamen, alsook door de trek van overwegend jonge musici naar hem toe die bij hem gestudeerd hebben. De belangrijkste van hen was de Oostenrijkse musicus en componist Johann Jakob Froberger die het in Wenen, de hoofdstad van het Habsburgs-Oostenrijkse keizerrijk, zou brengen tot organist van de keizerlijke hofkapel aldaar.

## Trivia
De naam Frescobaldi leeft tot op de dag vandaag voort als naam van een beroemd Italiaans wijnmakershuis: de eigenaren ervan waren en zijn afstammelingen in directe lijn van de componist.

## Werk
- Primo libro del madrigali a cinque voci (1608)
- Primo libro delle fantasie a quattro (1608)
- Ricercari et canzoni francesi (1615)
- Toccate e partite d’intavolatura di cimbalo, libro primo (1615)
- Il secondo libro di toccate (1627)
- Primo en Secondo libro d'arie musicali (1630)
- Fiori musicali (1635; klaviermuziek)